# Бесси Лав
Бесси Лав (англ. Bessie Love, урождённая Хуанита Хортон (англ. Juanita Horton), 10 сентября 1898 — 26 апреля 1986) — американская киноактриса. Была популярна в эпоху немого кино.

## Биография
Будущая актриса родилась в Мидленде, штат Техас, получив при рождении имя Хуанита. Будучи подростком, она вместе с родителями переехала в Лос-Анджелес. Так как её семья нуждалась в средствах, девушка по настоянию матери нашла работу на киностудии «Biograph Studios» и в 1915 году дебютировала в кино в короткометражке «Джорджия Перс».
Довольно скоро на неё обратил внимание режиссёр и продюсер Д. У. Гриффит и настоял, чтобы Хуанита взяла псевдоним — «Бесси Лав». Сначала, как и многим другим дебютанткам, актрисе доставались роли второго плана, но уже с 1916 года она начала периодически сниматься в главных ролях в паре со звёздами тех лет — например с Дугласом Фэрбенксом в фильмах «Загадка летучей рыбы» и «Реджи вмешивается» (оба — 1916 год).
В эпоху немого кино Бесси сопутствовал успех. Она снялась более чем в семидесяти картинах (в том числе, «Сент-Элмо»), в 1922 году вошла в список WAMPAS Baby Stars, куда ежегодно выбирались подающие надежды молодые актрисы, а в 1925 — впервые в её исполнении зрители увидели на киноэкране новомодный танец чарльстон (в романтической комедии «Король на главной улице»).
В 1929 году она вышла замуж за Уильяма Хоукса, брата режиссёра и продюсера Говарда Хоукса, и в том же году дебютировала в звуковом кино, снявшись в музыкальном фильме «Бродвейская мелодия».
Несмотря на то, что за роль в этом фильме Бесси была номинирована на премию «Оскар», её звуковая карьера продлилась недолго. В 1931 году она ушла из кино, а спустя четыре года развелась с Хоуксом (в 1932 году в браке с ним она родила дочь Патрицию) и переехала в Великобританию.
Во время Второй мировой войны Бесси, подобно многим другим актрисам, посещала с концертами армейские части. В 1940-х она вернулась в кино и время от времени появлялась на экране, правда теперь уже на второстепенных и эпизодических ролях.
Актриса продолжала работать даже достигнув преклонного возраста — так, например, её можно заметить в английской драме Джона Шлезингера «Воскресенье, проклятое воскресенье» (1971), в «Красных» Уоррена Битти и «Рэгтайме» Милоша Формана (оба вышли в 1981 году).
Бесси Лав скончалась 26 апреля 1986 года в Лондоне в возрасте восьмидесяти семи лет. Впоследствии она была удостоена звезды на голливудской «Аллее славы».

## Избранная фильмография
| Год  |   | Русское название    | Оригинальное название | Роль                  |
| ---- | - | ------------------- | --------------------- | --------------------- |
| 1929 | ф | Бродвейская мелодия | The Broadway Melody   | Харриет «Хэнк» Махони |